# Eumenes antennatus
Eumenes antennatus (лат.) — вид одиночных ос рода Eumenes из семейства Vespidae.

## Распространение
Южная Азия: Индия.

## Описание
Желтовато-чёрные осы с тонким длинным стебельком брюшка (петиоль). Длина около 10 мм. Первый тергит Т1 очень длинный, боковые края постпетиолюса субпрямые и параллельные в профиль, отчётливо вздутые в вершинной половине; голова намного шире своей длины; висок без волос; темя, среднеспинка, Т1 и Т2 сверху грубо пунктированы, остальная часть головы, мезосома и метасома гладкие, но тусклые и матовые; наличник удлинённый, щитковидный, на вершинном крае глубоко выемчатый; скапус очень толстый и массивный; петиоль сужен в основании, посередине латерально полубугорчатый. Тело чёрное с жёлтыми и красновато-коричневыми отметинами. Желтый цвет имеют: жвалы; клипеус; лоб; глазной синус, линия на висках; скапус; переднеспинка; два серповидных пятна спереди и два небольших квадратных пятна посередине на мезоскутуме; щиток; линия сзади на заднеспинки; тегула; мезоплевра; проподеум, за исключением небольшого треугольного пятна в основании; ноги; два пятна в основании, два пятна посередине сбоку и широкая отметина на вершине на черешке; большая часть остальной части брюшка. Красновато-коричневый цвет: задняя поверхность бедер; вершина голени; лапки задних ног. Черный цвет: узкое основание и поперечно вытянутое ромбовидное пятно на Т2 сверху; основание Т3-Т6 и весь Т7. Красновато-желтые апикальные три членика жгутика усика. Вид был впервые описан в 1898 году ирландским энтомологом Чарлзом Бингемом (1848—1908).